# Ephialtias bryce
Ephialtias bryce là một loài bướm đêm thuộc họ Notodontidae. Nó là loài đặc hữu của the basin of the Rio Tapajos in Brasil.